# Rãnh Mariana

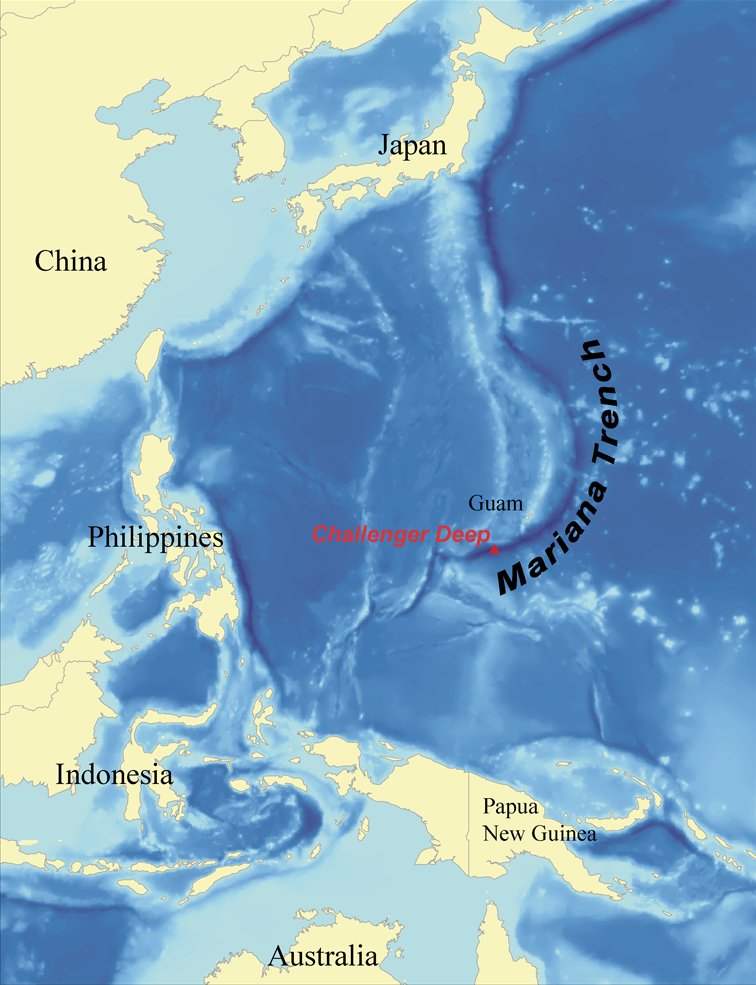
Vị trí của rãnh Mariana

Hình cắt ngang rãnh

Rãnh Mariana, còn gọi là vực Mariabena hay vũng Mariana, là rãnh đại dương sâu nhất trên Trái Đất, và điểm sâu nhất của nó là nơi sâu nhất trong lớp vỏ Trái Đất. Nó nằm trên phần đáy của khu vực tây bắc Thái Bình Dương, về phía đông quần đảo Mariana. Điểm sâu nhất có tọa độ 11°21' Bắc và 142°12' Đông. Rãnh Mariana kéo dài tới gần Nhật Bản. Rãnh này là ranh giới nơi hai mảng kiến tạo gặp nhau, là khu vực lún xuống mà ở đó mảng Thái Bình Dương bị lún xuống dưới mảng Philippines. Rãnh có chiều dài khoảng 2.550 km (1.580 dặm) nhưng chiều rộng trung bình chỉ vào khoảng 69 km (43 dặm). Phần đáy của rãnh này thấp dưới mực nước biển một khoảng cách lớn hơn nhiều khi so với đỉnh Everest ở trên mực nước biển.
Độ sâu tối đa của rãnh này là 11.034 m (36.201 ft) dưới mực nước biển theo phép đo gần đây nhất. Khi tính đến vĩ độ của rãnh Mariana và sự lồi ra ở khu vực xích đạo của Trái Đất thì rãnh Mariana nằm ở khoảng cách 6.366,4 km tính từ tâm Trái Đất. Bắc Băng Dương, có độ sâu chỉ khoảng 4-4,5 km, nhưng tính từ đáy thì Bắc Băng Dương lại ở khoảng cách chỉ xấp xỉ 6.352,8 km từ tâm Trái Đất, tức gần tâm Trái Đất hơn so với điểm sâu nhất của rãnh Mariana 13,6 km.
Rãnh Mariana được tàu Challenger II của Hải quân Hoàng gia Anh khảo sát lần đầu tiên năm 1951, do đó người ta đã đặt tên cho phần sâu nhất của rãnh Mariana là vực thẳm Challenger. Sử dụng kỹ thuật phản xạ sóng âm, tàu Challenger II đã đo được độ sâu 5.960 sải (10.900 m) tại tọa độ 11°19' Bắc và 142°15' Đông. Âm thanh này đã được thực hiện lặp lại với tai nghe để nghe tín hiệu trở lại do sóng âm phản xạ ngược trở lại khi gặp đáy biển. Do việc đo thời gian của máy thu âm thanh phản xạ, một phần cần thiết của quá trình này, đã được thực hiện bằng tay để ngắt đồng hồ bấm giờ nên người ta đã cẩn thận trừ đi một thang đo (20 sải) khi chính thức báo cáo độ sâu lớn nhất là 5.940 sải (10.863 m).
Năm 1957, tàu Vityaz của Nga báo cáo độ sâu 11.034 m (36.201 ft), cho chỗ lõm sâu nhất Mariana; sự đo đạc này đã không được thực hiện lặp lại nên khó có thể coi là chính xác. Năm 1962, tàu hải quân Spencer F. Baird của Mỹ báo cáo độ sâu lớn nhất là 10.915 m (35.810 ft). Năm 1984, Nhật Bản gửi tàu Takuyo, một tàu khảo sát chuyên nghiệp hóa cao tới rãnh Mariana để thu thập dữ liệu bằng cách sử dụng các máy thu sóng âm phản xạ nhiều tia và hẹp; họ báo cáo độ sâu cực đại là 10.924 m (35.840 ft) (cũng có báo cáo là 10.920±10 m). Các phép đo chính xác nhất đã được thực hiện trên máy dò Kaiko của người Nhật vào ngày 24 tháng 3 năm 1995 cho kết quả 10.911 m (35.798 ft).

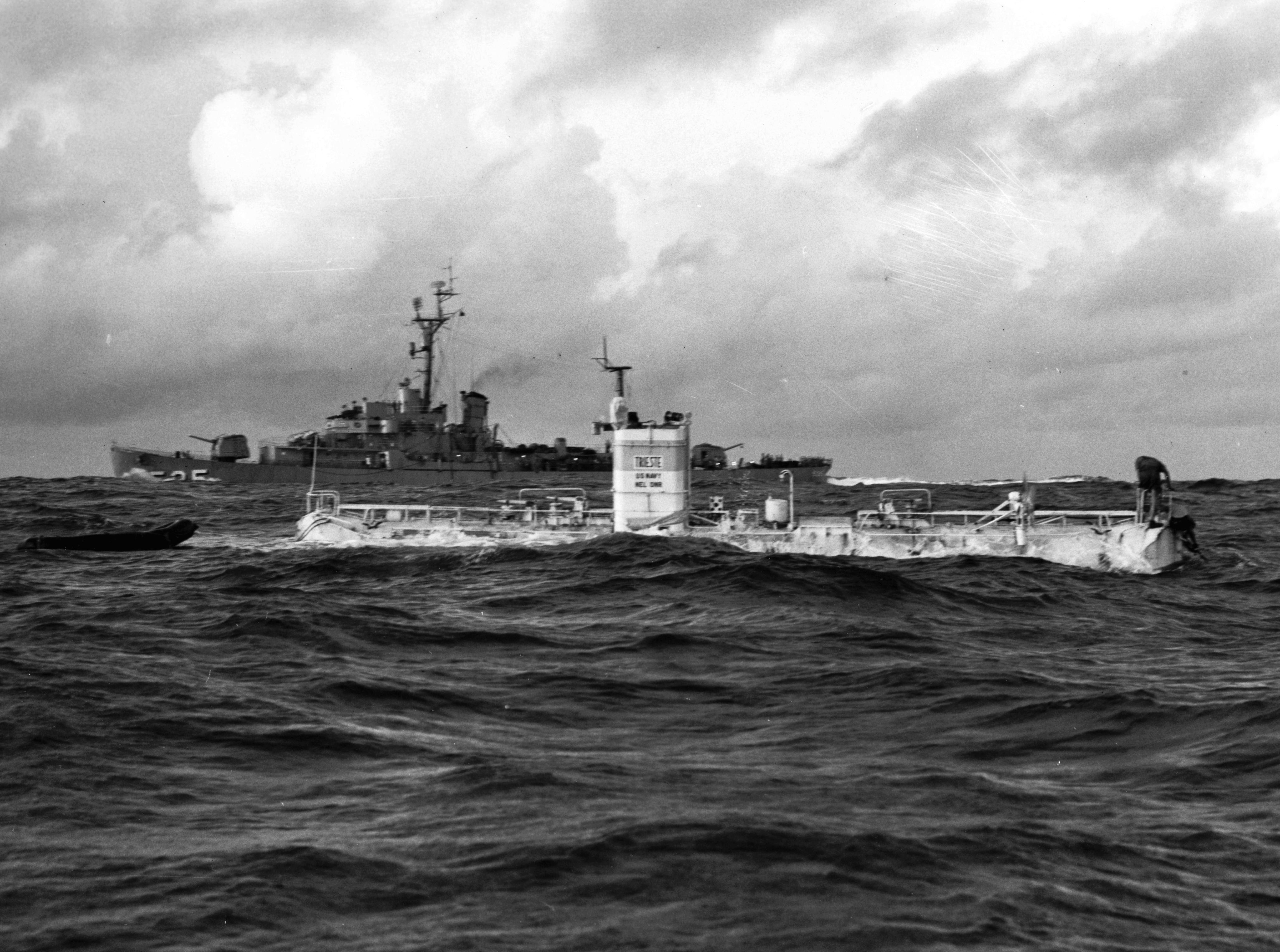
Tàu Bathyscaphe Trieste ngày 23 tháng 1 năm 1960, trước khi lặn

Trong một cuộc lặn không có tiền lệ, tàu ngầm thăm dò của Hải quân Mỹ là Bathyscaphe Trieste đã xuống tới đáy vào lúc 1:06 trưa ngày 23 tháng 1 năm 1960 với trung úy hải quân Don Walsh và kỹ sư Jacques Piccard. Quả cầu sắt được sử dụng để làm bì, với xăng để tạo sức nổi. Các hệ thống trên boong tàu chỉ tới độ sâu 37.800 ft (11.521 m), nhưng sau đó đã được sửa lại là 10.916 m (35.813 ft). Ở dưới đáy Walsh và Piccard đã rất ngạc nhiên khi phát hiện thấy các sinh vật như cá bơn dài khoảng 30 cm, cũng như tôm. Theo Piccard thì "đáy biển dường như sáng và sạch sẽ, là một vùng hoang vu chỉ có tảo cát".
Tại đáy của rãnh Mariana thì nước tạo ra một áp lực tới 1086 barơ (108,6 MPa hay 15.751 psi).
Vào ngày 1 tháng 6 năm 2009, tàu Kilo RV Moana (là tàu mẹ của chiếc tàu ngầm Nereus) đã sử dụng hệ thống định vị dưới mặt nước bằng sóng siêu âm Simrad EM120 (300-11.000 m) lập nên bản đồ ngay tại vực thẳm Challenger với độ sâu tìm được là 10.971 m (35.994 ft), độ chính xác hơn lần cũ 0,2% (sai số khoảng ± 11 m).
Năm 2003, các nhà khoa học đã tìm được dọc theo rãnh Mariana một số khu vực có độ sâu như vực thẳm Challenger và thậm chí có thể sâu hơn.